# 무풍 에어컨
미국 냉공조학회(ASHRAE) 기준 Cold Draft가 없는 0.15m/s 이하의 바람을 무풍(Still Air)으로 정의한다. 무풍에어컨은 바람이 나오지 않아 전력 사용을 줄일 수 있다. 무풍 에어컨은 시중에서 판매되고 있다.